# Bonos azules
Los bonos azules son instrumentos financieros destinados a financiar proyectos que apoyan la sostenibilidad de los océanos y recursos hídricos. Surgidos de la necesidad de enfrentar desafíos ambientales, sociales y económicos vinculados a los océanos, estos bonos buscan fomentar prácticas sostenibles en industrias como la pesca, el turismo y la energía renovable marina. Promovidos por instituciones como el Banco Mundial y BID Invest, los bonos azules se perfilan como una herramienta clave en la agenda de finanzas sostenibles, beneficiando a países en desarrollo y economías dependientes del océano.
Emergen en la última década como una extensión de los bonos verdes, con el objetivo específico de proteger los océanos y fomentar la economía azul. Uno de los primeros ejemplos fue el bono azul de Seychelles en 2018, cuyo bono recaudó 15 millones de dólares para la preservación de su entorno marítimo y el desarrollo de una industria pesquera sostenible. Este fue un pionero en la región y estableció un modelo replicable. En América Latina, el interés en los bonos azules está creciendo, y países como México y Colombia han mostrado interés en explorar este tipo de financiamiento.

## Origen y propósito
Inspirados en los bonos verdes, los bonos azules surgieron como una herramienta innovadora en finanzas sostenibles. Buscan atraer inversiones para proyectos que mantengan la biodiversidad y aseguren el uso sostenible de los recursos marinos. Estos bonos permiten a los gobiernos y entidades privadas financiar iniciativas como la pesca sostenible, la reducción de la contaminación marina, y el desarrollo de infraestructuras costeras resilientes al cambio climático.
El objetivo principal de los bonos azules es crear un impacto ambiental positivo en ecosistemas marinos, financiando actividades que incluyen:
- La gestión sostenible de la pesca
- La protección de arrecifes de coral y manglares
- El desarrollo de infraestructura costera sostenible
- Proyectos de tratamiento de aguas residuales para reducir la contaminación

Los principios que guían la emisión de bonos azules incluyen la transparencia en el uso de fondos, la implementación de estándares sostenibles, y el reporte continuo de los avances de los proyectos financiados. Estos principios suelen alinearse con estándares internacionales, como los principios de los bonos verdes, adaptados a las necesidades de los ecosistemas acuáticos.

## Funcionamiento
Los fondos recaudados a través de estos bonos se canalizan a pryectos alineados con los Objetivos de Desarrollo Sostenible (ODS), en especial el ODS 14 sobre la conservación de océanos. Estos proyectos incluyen desde infraestructura resiliente y tecnologías de gestión de aguas residuales, hasta la creación de áreas marinas protegidas.

### Funcionamiento en la economía azul
La economía azul se centra en el uso sostenible de los océanos, promoviendo la creación de empleos y el crecimiento económico sin comprometer la salud de los ecosistemas marinos. Los bonos azules juegan un papel crucial al canalizar capital hacia proyectos que pueden sostener y expandir esta economía, a través de iniciativas como el ecoturismo, la acuicultura sostenible y la construcción de infraestructuras respetuosas con el medio ambiente.

## Impacto en América Latina y el Caribe
En esta región, el potencial de los bonos azules es significativo debido a su dependencia de la economía marítima. El Banco Mundial ha apoyado iniciativas en países como Belice y Colombia para desarrollar estrategias de financiamiento azul que protejan sus recursos marinos y fomenten prácticas sostenibles.
Los beneficios incluyen la protección de ecosistemas marinos, el impulso a economías locales y la mitigación de los efectos del cambio climático. Sin embargo, enfrentan desafíos como la falta de marcos regulatorios específicos y la necesidad de medir el impacto ambiental de los proyectos financiados.

## Importancia y aplicaciones
La relevancia de los océanos como reguladores climáticos y fuente de biodiversidad hace que los bonos azules resulten una herramienta clave para alcanzar los Objetivos de Desarrollo Sostenible de la ONU. Iniciativas como las del Banco Mundial y acuerdos de deuda ambiental, como el de Belice, han impulsado su implementación. Se espera que los bonos azules crezcan a nivel mundial, especialmente en países con alta biodiversidad marina, que podrían recibir incentivos para proteger sus recursos a través de esta financiación.

## Desafíos y futuro
El mercado de bonos azules aún enfrenta desafíos importantes, como la falta de regulación estandarizada y la necesidad de criterios claros para definir los proyectos elegibles. Sin embargo, se espera que el mercado evolucione al nivel de los bonos verdes, atrayendo a más inversionistas que buscan rendimientos sostenibles y positivos para el medio ambiente. Además, instituciones como el Banco Interamericano de Desarrollo (BID) están promoviendo activamente estos bonos en la región, ofreciendo financiamiento y apoyo técnico.
Aunque en algunos países, como España, el mercado de bonos azules está en fase inicial, el desarrollo de estándares y guías puede facilitar la expansión de estos bonos. La colaboración entre el sector público y privado es crucial para incrementar la transparencia y confianza en estos instrumentos, consolidando el mercado global de bonos azules para proteger los océanos.
Es relevante mencionar que aunque se muestra como un proyecto sostenible, principalmente se enfocan en la construcción de puertos y el transporte marítimo a gran escala, hasta el desarrollo de grandes complejos turísticos, minería y extracción de petróleo en el lecho marino, expansión de energía eólica en alta mar, o la gestión de ecosistemas costeros y marinos. También incluyen, en menor medida, la compraventa de servicios ambientales bajo el enfoque de conservación y desarrollo sostenible.  Por eso podemos afirmar que los bonos azules y los verdes no tienen nada que ver con cuidar los océanos o salvar el planeta, pues son meros instrumentos financieros que inclusive pueden ser usados en transacciones de permisos para contaminar o en la compraventa de derechos para causar pérdida de biodiversidad.
Así mismo una de las consecuencias es que se plantean riesgos para los pequeños productores de alimentos. Pueden ser transacciones financieras opacas que manipulan las deudas de los países del Sur, transfiriendo riqueza y poder a organizaciones conservacionistas de Estados Unidos que carecen de mecanismos de rendición de cuentas, y que ahora trabajan en estrecha colaboración con empresas de inversión y el sector bancario. Afianzan aún más la visión temeraria de que salvar la naturaleza debe producir beneficios interminables para el sector privado.